# O mie de zmei
O mie de zmei este un film românesc din 1971 regizat de Mircea Toia.